# Contango
Contango − sytuacja, w której cena kontraktu futures jest wyższa niż cena spot.